# Bouteloua chondrosioides
Bouteloua chondrosioides là một loài thực vật có hoa trong họ Hòa thảo. Loài này được (Kunth) Benth. ex S.Watson mô tả khoa học đầu tiên năm 1883.